# Apa Sherpa
Apa Sherpa (født Lhakpa Tenzing Sherpa ca. 1960 i landsbyen Thame i Solukhumbu, Nepal) er en succesrig bjergbestiger, der 11. maj 2011 nåede toppen af Mount Everest (8.848 m) for 21. gang. Han slog dermed endnu en gang sin egen rekord som den person som har stået på toppen flest gange, og han slog endnu engang sit tilnavn "Super Sherpa" fast, et tilnavn han har fået for illustrere den lethed, hvormed han har gennemført sine bestigninger.
Apa nåede første gang toppen af Mount Everest i sit fjerde forsøg. Det skete den 10. maj 1990, hvor han deltog på et team fra New Zealand, anført af den erfarne Rob Hall og med deltagelse af Peter Hillary, søn af Edmund Hillary. Derefter indledte Apa Sherpa en karriere som Sirdar, or chief Sherpa, for en række bjergbestigningsekspeditioner. Med undtagelse af årene 1996 og 2001 har han været på toppen af Mount Everest hvert år siden 1990, og i 1992 enddog to gange. Derudover har han også deltaget i ekspeditioner og topforsøg, som ikke er lykkedes.
Efter Apa Sherpas succesrige 20. bestigning i maj 2010 udtalte Apa at det var hans erfaring, at det er blevet gradvis vanskeligere at bestige Mount Everest på grund af det smeltende isdække og den bare klippeoverflade, som nu stikker frem og gør det vanskeligere at etablere sikre vandreruter op ad bjerget. Han tillægger klimaforandringer og den globale opvarmning skylden for disse ændringer. 